# Sega System 24
Sega System 24 — игровая консоль, выпущенная Sega в 1988. Выпускался для игровых автоматов с приёмником монет до 1996. Некоторые из игр, выпущенных для этой модели, назывались: Bonanza Bros., Crack Down, Dynamic Country Club.

## Особенности
- Основной процессор: Motorola 68000 @ 10 МГц (Hitachi FD1094 @ 10 MHz)
- Графический адаптер: Sega 315-5242 Color Encoder 315-5292 Tilemap Generator, 315-5293 Sprite Generator, 315-5294 Priority Mixer, 315-5295 Object Generator
- Звуковой процессор: Zilog Z80 @ 8 МГц
- Звуковой чип: Yamaha YM2151 @ 4 MHz
- Память: RAM 1360 KB, ROM 256 KB
- Разрешение экрана: от 496×384 до 656×424 пикселей, прогрессивная развёртка
- Палитра: 4352 цвета
- Комплектация: Основная плата + плата ROM